# Mary Rutherfurd Jay
Mary Rutherfurd Jay (1872–1953) fue una de las primeras arquitectas del paisaje estadounidenses. También se desempeñó como escritora, horticultora y genealogista.

## Biografía
Criada en Rye, Nueva York, Mary tomó clases en diseño y horticultura en el Instituto Tecnológico de Massachusetts y en el Instituto Bussey en Forest Hills, Massachusetts. Con gran facilidad aprendió las labores de la arquitectura del paisaje y de la horticultura, trabajando con árboles, pérgolas, parterres, jardines de roca, piscinas y salones de té. Tomó ideas de jardines europeos y asiáticos y los plasmó en sus composiciones en los Estados Unidos.Tuvo clientes notables como el arquitecto neoyorquino Isaac Newton Phelps Stokes, las familias de financieros como William Avery Rockefeller y William Goodsell Rockefeller de Greenwich, Connecticut; el presidente de Remington Arms Samuel F. Pryor; y los deportistas C. Oliver Iselin y Henry R. Mallory.
Para 1926, Mary había transformado propiedades desde Palm Beach, Florida hasta Manchester-by-the-Sea, Massachusetts. Sus colegas de práctica incluían a notorios arquitectos como Addison Mizner, J. Alden Twachtman, Francis Keally y Martha Brookes Hutcheson. En la década de 1930 Mary empezó a dedicarse en mayor medida a la escritura y redacción de textos sobre horticultura y arquitectura paisajística. Falleció en Nueva York en 1953.[cita requerida]